# Jønsrud
Jønsrud (eller Heimdal) är en tidigare tätort i Løtens kommun i Innlandet fylke i östra Norge. Orten ligger där fylkesväg 1808 möter fylkesväg 1834, vid sidan av riksväg 3 och riksväg 25, norr om kommunens centralort Løten.
Sedan 2021 räknas orten inte längre som en tätort.